# Torreya parvifolia
Torreya parvifolia là một loài thực vật hạt trần trong họ Taxaceae. Loài này được T.P.Yi, Lin Yang & T.L.Long mô tả khoa học đầu tiên năm 2006.